# Olofströms Nyheter
Olofströms Nyheter var en dagstidning utgiven i Karlshamn  från 2 december 1963 till 31 december 1964. Tidningen var en edition till Karlshamns Allehanda.
Ansvarig utgivare  för tidningen var Sven Ivar Bengtsson, som också var redaktör. Redaktionsort var Karlshamn och politiskt var tidningen en högertidning. Tryckeri var E. G. Johanssons boktryckeri i Karlshamn och tidningens förlag hette också Aktiebolaget E. G. Johanssons boktryckeri i Karlshamn. Tidningen trycktes i formatet 55x35 cm med endast svart färg och typsnittet antikva. Tidningen hade 8-12 sidor och en upplaga på bara 300 exemplar. Tidningen var en sexdagarstidning morgontidning. Prenumerationspriset var 74 kr helåret.